# Escudo de Huelva
La versión actual del escudo de la ciudad Huelva fue aprobada acuerdo municipal de 28 de marzo de 2003 y posterior resolución de la Junta de Andalucía de 29 de septiembre de 2004. Posee la siguiente descripción heráldica:

En un campo de plata, árbol (olivo) en el centro acompañado a la derecha de un castillo y a la izquierda de un ancla, orlado con la inscripción “Portus Maris et Terrae Custodia” y timbrado por corona ducal.

Esta descripción oficial, no obstante, omite los colores de las figuras y diversos elementos que componen el diseño del escudo que se registró en el Registro Andaluz de Entidades Locales, y está publicado en el libro "Símbolos de las Entidades Locales de Andalucía" en la página 357. El blasonado del escudo, siguiendo el diseño recogido en dicho registro, sería:

Escudo francés. En campo de plata un olivo de sinople fustado en su color acompañado en su diestra de un ancla de sable y en la siniestra de un castillo de oro, mamposteado de sable y aclarado de gules; bordura de azur cargada con la leyenda en oro “Portus Maris et Terrae Custodia”. Al timbre corona ducal. El escudo figura sobre pergamino heráldico de oro.

El color del castillo, en oro, no respeta la norma heráldica de no cargar metal sobre metal, en este caso el oro del castillo sobre la plata del campo del escudo.